# Stadionul Central (Ekaterinburg)
Stadionul Nijni Novgorod (rusă: Стадион Нижний Новгород) este un stadion de fotbal în construcție în orașul Ekaterinburg, capitala regiunii Nijni Novgorod, subdiviziune administrativă în Federația Rusă. În conformitate cu decizia FIFA, stadionul va găzdui mai multe jocuri la Campionatul Mondial de Fotbal 2018 și va servi, de asemenea, ca stadionul de origine al clubului de fotbal FC Ural Ekaterinburg. Stadionul va avea o capacitate de 27,000 de spectatori.